# Neoporteria
Neoporteria é um gênero botânico da família Cactaceae.
Trata-se de um género reconhecido pelo sistema de classificação filogenética Angiosperm Phylogeny Website.

## Sinonímia
Segundo o Angiosperm Phylogeny Website, são sinónimos deste género:
- Chilenia
- Chileniopsis
- Chileocactus
- Chiliorebutia
- Delaetia
- Dracocactus
- Euporteria
- Hildmannia
- Horridocactus
- Islaya
- Neochilenia
- Neotanahashia
- Nichelia
- Pyrrhocactus
- Thelocephala